# Mario Fernando Hernández
Mario Fernando Hernández Bonilla (7 de diciembre de 1966 – 22 de noviembre de 2008) fue un político hondureño, congresista del Partido Liberal de Honduras del Departamento de Cortés desde enero de 2006 hasta su asesinato.
Hernández Bonilla se licenció en Administración de empresa en la Universidad de San Pedro Sula. Antes de dar el salto a la política, tuvo una buena trayectoria como ejecutivo de agencias de turismo.
Ocupó el cargo de secretario del Comité legislativo de Industria y Comercio y del Comité de Tráfico de drogas y Seguridad. Fue también miembro del Comité legislativo por la Paz y la Democracia. Además, fue videpresidente alternativo del Congreso.

## Asesinato
Hernández fue tiroteado el 22 de noviembre de 2008 en San Pedro Sula junto al abogado Marcio Antonio Collier y un tercer compañero mientras iban a un encuentro con activistas en el vecindario de Cabañas. Según el informe policial, miembros de la organización criminal Mara 18 abrieron fuego contra dos vehículos en los que viajaban Hernández y Collier.